# Eyalato de Egipto
Egipto fue conquistado por el Imperio otomano en 1517 por Selim I, a raíz de la guerra otomano-mameluca (1516-1517). Egipto se administró como un eyalato del imperio (turco otomano: ایالت مصر eyalet-i misir) desde 1517 hasta 1867, excepto durante la ocupación francesa de 1798 a 1801.
Egipto fue una provincia siempre difícil de controlar para los sultanes otomanos, debido en parte al mantenimiento de los influyentes mamelucos, la casta militar egipcia que había gobernado el país durante siglos. Egipto se mantuvo semiautónomo bajo los mamelucos hasta que fue invadido por las fuerzas francesas de Napoleón I en 1798. Después de que los franceses fueran expulsados, se hizo con el poder en 1805 Mehmet Alí, un militar albanés del ejército otomano en Egipto.
Egipto bajo la dinastía de Muhammad Ali se mantuvo nominalmente como provincia otomana. En 1867 se le concedió el estatus de un Estado vasallo autónomo o jedivato. Isma'il y Tewfik Pasha gobernaron Egipto como estado cuasi-independiente bajo soberanía otomana hasta la ocupación británica de 1882. Sin embargo, el Jedivato de Egipto (1867-1914) continuó siendo de jure provincia otomana hasta el 5 de noviembre de 1914, cuando fue declarado un protectorado británico como reacción a la decisión de los jóvenes turcos del Imperio otomano a participar en la Primera Guerra Mundial del lado de los Imperios Centrales.

## Historia

### Periodo otomano temprano
Después de la conquista de Egipto, el sultán otomano Selim I abandonó el país galardonando al Gran Visir Yunus Pasha con el título de gobernador de Egipto. Sin embargo, el sultán pronto descubrió que Yunus Pasha había creado un grupo de extorsión y soborno, y dio el cargo a Hayır Bey, exgobernador mameluco de Alepo, que había contribuido a la victoria otomana en la batalla de Marj Dabiq.
Realmente una gran parte de la tierra se mantuvo como un feudo de los mamelucos, lo que les permitió a estos volver rápidamente a posiciones de gran influencia. Los emires mamelucos conservaron su puesto como cabeza de los doce sanjaks en los que Egipto se dividió. Bajo el siguiente sultán Solimán I, se crearon dos cámaras, llamadas el Mayor Divan y Menor Divan, en la que estuvieron representados tanto el ejército como las autoridades eclesiásticas, para ayudar al pachá en sus deliberaciones. Seis regimientos fueron constituidos por el conquistador Selim para la protección de Egipto; a los que Suleiman añadió un séptimo, de circasianos.
Era una práctica de la Sublime Puerta cambiar al gobernador de Egipto, en intervalos muy cortos, después de un año o menos. El cuarto gobernador, Hain Ahmed Pasha, decepcionado de que no se le había hecho gran visir y su rival Pargalı İbrahim Paşa había sido nombrado en su lugar, se declaró sultán de Egipto, independiente del Imperio otomano. Él acuñó monedas con su propio rostro y nombre con el fin de legitimar su poder y capturó la Ciudadela de El Cairo y las guarniciones otomanas locales en enero de 1524. Sin embargo sus planes fueron frustrados por dos de los emires a quienes había encarcelado y que, escapando de su confinamiento, lo atacaron en su baño y trataron de matarlo; aunque Ahmed Pasha escapó herido, pronto fue capturado y ejecutado por las fuerzas del sultán otomano.

#### 1527-1610
En 1527, se realizó el primer censo de Egipto bajo dominio otomano, la copia oficial de los antiguos registros debió haberse perdido; este no entró en uso hasta 1605. Las tierras egipcias fueron divididas en cuatro clases: los dominios del sultán, los feudos, las tierras para el mantenimiento del ejército y las tierras en que se asentaron las fundaciones religiosas.
Los constantes cambios de gobierno parecen haber causado que el ejército se sublevara en un período temprano de la ocupación otomana, y al comienzo del siglo XVII los motines se convirtieron en algo común; en 1604, el gobernador Maktul Haci Ibrahim Pasha (entonces conocido como Ibrahim Pasha) fue asesinado por los soldados, y su cabeza se expuso en la Bab Zuwayla, lo que le valió el epíteto [Maktul], "los Muertos". La razón de estos motines era la tentativa de los sucesivos pachás de poner fin a la extorsión llamada tulbah, un pago forzado exigido por las tropas a los habitantes del país por falsas deudas.
En 1609 estalló la guerra civil entre el ejército otomano y el Pachá, a quien apoyaban algunos regimientos leales y los beduinos. Los soldados intentaron elegir un sultán y dividir las regiones entre ellos. El gobernador Mehmed Pachá los derrotó en 1610, entrando triunfalmente en El Cairo y ejecutando a los cabecillas. Los historiadores contemporáneos hablan de ese acontecimiento como la segunda conquista de Egipto por los otomanos. Mohamed efectuó una gran reforma financiera y reajustó las cargas impuestas entre las diversas comunidades de Egipto, de acuerdo con sus medios.

#### 1623-1656
Tal era la situación que los gobernadores designados eran tratados por los egipcios cada vez con menor respeto. En 1623 Estambul nombró gobernador a Ali Pachá: los oficiales enviaron cartas exigiendo tener a Mustafá Pachá, y la guarnición de Alejandría atacó y obligó a Alí a embarcar de nuevo. Poco después llegó el nombramiento de Mustafá Pachá para el cargo de gobernador.
Los oficiales del ejército otomano en Egipto fueron nombrados a nivel local de las diversas milicias, y tenían fuertes lazos con la aristocracia egipcia. Por lo tanto Ridwan Bey, un emir mameluco, fue capaz de ejercer de facto su autoridad sobre Egipto entre 1631-1656. En 1630, Koca Musa Pasha fue designado nuevo gobernador, cuando el ejército lo tomó para deponerlo indignado por la ejecución de Kits Bey, un oficial que tenía que haber mandado una fuerza egipcia requerida para el servicio en Persia; a Koca Musa Pasha se le dio la opción de entregarlo a los verdugos como venganza, o a renunciar. Como se negó a hacer lo primero, se vio obligado a hacer esto último. En 1631, un rescripto vino de Constantinopla, en este se aprueba la conducta del ejército y la designación de Halil Pasha como sucesor de Koca Musa Pasha. Cada nuevo gobernador infligió regularmente una multa a su predecesor saliente, bajo el nombre de dinero debido a la tesorería; al gobernador saliente no se le permitiría salir de Egipto hasta que hubiera pagado. Además de las extorsiones a las que esta práctica diera ocasión, el país sufrió mucho en estos siglos de hambre y de peste. En la primavera de 1619, se estima que la peste mató a 635.000 personas y, en 1643, desoló completamente 230 aldeas.

### Periodo otomano tardío

#### 1707-1755
En el siglo XVIII la autoridad del pachá fue reemplazada por la de beys mamelucos llamados Shaikh al-Balad, jefes de la ciudad, que mantenían el liderazgo de la comunidad. El proceso por el cual esto se produjo es oscuro, debido a la falta de buenas crónicas de la época turca de la historia egipcia. En 1707, el Shaikh al-Balad, Qasim Iywaz, era el jefe de una de las dos facciones de los mamelucos, los Qasimites y los Fiqarites, entre los que las semillas de enemistad fueron sembradas por el bajá, con el resultado de una pelea que se llevó a cabo entre las facciones fuera de El Cairo, que dura ochenta días. Al final de esta, Qasim Iywaz muere y la oficina que ocupaba fue dada a su hijo Ismail. Ismail desempeñó este cargo durante 16 años, mientras que los bajás constantemente se estaban cambiando, y tuvo éxito en la reconciliación de las dos facciones de mamelucos. En 1711, un evento conocido por los cronistas como la "Gran Sedición" o la "revolución" se produjo, cuando un predicador fanático religioso comenzó a denunciar públicamente la práctica de rezar en las tumbas de los sufíes santos, lo que desató un movimiento religioso que no fue aplastado hasta 1714. En 1724, Ismail fue asesinado por las maquinaciones del pachá, y Shirkas Bey de la facción opuesta fue elevado a la oficina del Shaikh al-Balad en su lugar. Pronto fue expulsado de su puesto por uno de su propia facción llamado Dhu-'l-Fiqar, y huyó al Alto Egipto. Después de un breve periodo de tiempo, regresó a la cabeza de un ejército, y en la última de las batallas siguientes Shirkas Bey encontró su final por ahogamiento. Dhu-'l-Fiqar fue asesinado en 1730. Su lugar fue ocupado por Othman Bey, que había servido como su general en esta guerra.
En 1743, Othman Bey se vio obligado a huir de Egipto por las intrigas de dos aventureros, Ibrahim y Ridwan Bey, quien, cuando su plan había tenido éxito, comenzó una masacre de beys y otras personas que se cree que estaban en contra de ellos. Procedieron a gobernar Egipto conjuntamente, la celebración de las oficinas de Shaikh al-Balad y Amir al-Hajj en años alternos. Un intento por uno de los bajás para eliminar a estos dos por un golpe de Estado fracasó, debido a la lealtad de los partidarios armados de los beys, quienes sacaron a Ibrahim y Ridwan de la cárcel y obligaron al pacha a huir a Constantinopla. Un intento de un pachá posterior, de acuerdo con órdenes secretas de Constantinopla, tuvo tanto éxito que algunos de los beys fueron asesinados. Ibrahim y Ridwan escaparon y obligaron al pachá a renunciar a su cargo de gobernador y volver a Constantinopla. Ibrahim fue asesinado poco después por alguien que había aspirado a ocupar una de las vacantes, que en cambio habían sido conferidos a Ali que, como Alí Bey, estaba destinado a jugar un papel importante en la historia de Egipto. El asesinato de Ibrahim Bey tuvo lugar en 1755, y su colega Ridwan pereció en las disputas posteriores.
Ali Bey, se había distinguido primero a sí mismo por la defensa de una caravana en Arabia contra bandidos, y luego en la tarea de vengar la muerte de su antiguo amo Ibrahim. Él pasó ocho años comprando mamelucos y ganando otros adherentes, el Shaikh al-Balad Khalil Bey organizó un ataque contra él en las calles de El Cairo en consecuencia de lo cual huye al  Alto Egipto. Allí conoce a Salib Bey, quien tuvo lesiones por vengar a Khalil Bey, y los dos organizan una fuerza con la que regresan a El Cairo y derrotan a Khalil. Kalil se ve obligado a huir a Iaifla, donde por un momento se ocultó; finalmente fue descubierto, enviado a Alejandría y finalmente estrangulado. Después de la victoria de Ali Bey en 1760, fue nombrado Shaikh al-Balad. Ejecutó al asesino de su antiguo señor Ibrahim; pero el resentimiento que despertó este acto entre los beys le llevó a dejar su puesto y huir a Siria, donde ganó la amistad del gobernador de Acre, Daher el-Omar, quien obtuvo para él la buena voluntad de la sublime puerta y su reposición en su posición como Shaikh al-Balad.

#### 1766-1798
En 1766, después de la muerte de su seguidor, el gran visir Ragib Pasha, fue de nuevo obligado a huir de Egipto a Yemen,  sin embargo, al año siguiente volvió a tomar las riendas del poder. La reanudación de su gobierno, levantó a 18 de sus amigos al rango de bey entre ellos Ibrahim y Murad, que estarían después al frente de los asuntos así como Muhammad Bey Abu'dh Dhahab, que estaría estrechamente conectado con el resto de la carrera de Ali Bey. Ali Bey utilizó medidas muy severas para reprimir el bandolerismo de los beduinos del Bajo Egipto. Él trató de disolver todas las fuerzas excepto aquellas que estuviesen exclusivamente bajo su propio control.
En 1769 llegó una demanda del sultán para que enviase 12.000 hombres para emplearlos en la guerra contra Rusia, orden que se negó a cumplir. La sublime Puerta no podía tomar medidas activas contra él, por lo que Alí se dedicó a consolidar sus dominios, reformar las finanzas y mejorar la administración de justicia. Envió a su yerno, Abu-'l-Dhahab, a defender la tierra entre Asuán y Asyut, asimismo envió una fuerza de 20.000 hombres para conquistar Yemen, a Ismail Bey con 8.000 para apoderarse de la orilla este del Mar Rojo, y a Ilasan Bey para ocupar Jidda. En seis meses la mayor parte de la península arábiga estaba bajo su mando, y designó como Jerife de La Meca a su primo, que proclamó sultán a Alí. En virtud de este nombramiento, acuñó moneda y ordenó que su nombre se mencionara en la oración pública.
Su movimiento siguiente resultó fatal. Envió en 1771 a Abu-'l-Dhahab a conquistar Siria, pero éste entró en negociaciones con Constantinopla para restaurar la soberanía otomana y marchó contra Egipto, entrando en el Cairo el 8 de abril de 1772. El 19 de abril de 1773, capturó a Alí Bey, que fue trasladado a El Cairo dónde murió.
Después de la muerte de Ali Bey, Egipto volvió a ser dominio otomano, gobernada por Abu-'l-Dhahab como Shaikh al-Balad y con el título de pachá. Él, poco después recibió el permiso de la Puerta de invadir Siria, con la misión de castigar al seguidor de Alí Bey, Daher el-Omar, dejando a Ismail Bey e Ibrahim Bey como sus delegados en El Cairo. Después de tomar varias ciudades en Palestina, Abu-'l-Dhahab murió, la causa es desconocida; Murad Bey, otro de los desertores en Salihiyya, llevó sus fuerzas de nuevo a Egipto el 26 de mayo de 1775.
Ismail Bey se convirtió en Shaikh al-Balad, pero pronto se vio involucrado en una disputa con Ibrahim y Murad que, después de un tiempo, lograron expulsar a Ismail de Egipto y establecieron un gobierno conjunto similar al que había sido practicado con anterioridad (como Shaikh al-Balad y Amir al-Hajj, respectivamente). Los dos pronto estuvieron involucrados en peleas, que en un momento amenazaron con estallar en una guerra abierta, pero esto se evitó y el gobierno conjunto se mantuvo hasta 1786, cuando una expedición fue enviada por la Puerta a restaurar la supremacía otomana en Egipto. Murad Bey intentó resistir, pero fue derrotado fácilmente. Él, con Ibrahim, decidieron huir al Alto Egipto y esperar la marcha de los acontecimientos. El 1 de agosto, el comandante turco Cezayirli Gazi Hasan Pasha entró en El Cairo; Ismail Bey se volvió a hacer Shaikh al-Balad y un nuevo pachá fue instalado como gobernador. En enero de 1791, una terrible peste hizo estragos en El Cairo y en otras partes de Egipto, Ismail Bey y la mayor parte de su familia fueron víctimas. Debido a la necesidad de gobernantes competentes, Ibrahim Bey y Murad Bey retornaron, y reanudaron su gobierno dual. Todavía estaban en el cargo en 1798, cuando Napoleón Bonaparte entró en Egipto.

### Ocupación francesa

#### Objetivo de la invasión
El objetivo de esta invasión fue el de cerrar el paso de las mercancías británicas venidas de la India.
Napoleón formó un ejército de 38.000 hombres, un millar de cañones y setecientos caballos. Contó con los mejores generales del momento: Berthier, Caffarelli, Kléber, Desaix, Lannes, Dumas, Murat, Andréossy, Belliard y Zajączek, entre otros. Además de ayudas de campo como su hermano Louis Bonaparte, Duroc, Eugène de Beauharnais y el noble polaco Sulkowski.
Al contingente se le unió un millar de civiles, entre ellos 1671 científicos y especialistas. Napoleón quería convertir Egipto en un protectorado francés. Para ello no solo debía conquistarlo, sino que también debía ganarse la confianza de su población. Aquí entraban en juego los científicos, conocidos entre los militares como «los sabios», que debían llevar a un país casi medieval los últimos avances técnicos de la Europa de la Ilustración. De paso, los estudios que realizasen sobre el terreno servirían para incrementar el patrimonio científico francés, lo que redundaría en beneficio de la popularidad de Napoleón y de sus ambiciones de poder; por lo que incluyó a numerosos historiadores, botánicos y diseñadores. Por ello, también se la conoce como Expedición de Egipto cuando su lado científico y menos marcial es considerado.

#### Batalla de las Pirámides
En julio de 1798, Napoleón iba en dirección a El Cairo, después de invadir y capturar Alejandría. En el camino se encontró a dos fuerzas de mamelucos a 15 kilómetros de las pirámides, y a solo 6 de El Cairo. Los mamelucos estaban comandados por Murad Bey e Ibrahim Bey y tenían una poderosa caballería. Estos, a pesar de ser superiores en número, estaban equipados con una tecnología primitiva, tan solo tenían espadas y arcos y flechas; además, sus fuerzas quedaron divididas por el Nilo, con Murad atrincherado en Embabeh e Ibrahim a campo abierto.
Napoleón se dio cuenta de que la única tropa egipcia de cierto valor era la caballería. Él tenía poca caballería a su cargo y era superado en número por el doble o el triple. Se vio pues forzado a ir a la defensiva, y formó su ejército en cuadrados huecos con artillería, caballería y equipajes en el centro de cada uno, dispersando con fuego de artillería de apoyo el ataque de la caballería mameluca, que intentaba aprovechar los espacios entre los cuadros franceses. Entonces atacó el campamento egipcio de Embabeh, provocando la huida del ejército egipcio.
Tras la batalla, Francia obtuvo El Cairo y el bajo Egipto. Después de oír las noticias de la derrota de su legendaria caballería, el ejército mameluco de El Cairo se dispersó a Siria para reorganizarse. La batalla también puso fin a 700 años de mandato mameluco en Egipto. A pesar de este gran comienzo, la victoria del almirante Horatio Nelson 10 días después en la batalla del Nilo acabó con las esperanzas de Bonaparte de conquistar Oriente Medio.

#### Reformas sociales y administrativas
Para ganarse la simpatía de los egipcios, se dirigió al pueblo con una proclama en que alababa los preceptos islámicos y manifestaba su intención de librarles del yugo mameluco y otomano. Al mismo tiempo, creó con los sabios en El Cairo el Instituto de Egipto, desde el que modernizó la administración pública del país, emprendió una serie de obras públicas destinadas a mejorar la calidad de vida y mostró los avances tecnológicos de Europa. Napoleón promulgó leyes para acabar con la esclavitud y el feudalismo y para preservar los derechos de los «ciudadanos» con el beneplácito del Diwan, la asamblea de notables. Sin embargo, sus buenas intenciones no encontraron eco entre la población. Los egipcios siempre vieron a los franceses como una fuerza de ocupación infiel que venía a minar sus tradiciones sociales y religiosas y que les arruinaba con impuestos sin contar las multas por no respetar las normas urbanas de alumbrado y limpieza, o los excesos en materia de represión, pillaje y violaciones.

#### Batalla del Nilo
La destrucción de la flota francesa en la batalla del Nilo y el fracaso de las fuerzas francesas enviadas al Alto Egipto (donde llegaron a la primera catarata) para obtener la posesión de la persona de Murad Bey, sacudió la fe de los egipcios en su invencibilidad. Como consecuencia de una serie de innovaciones no deseadas, las relaciones entre conquistadores y conquistados se hicieron más tensas diariamente, hasta que al fin, con motivo de la introducción de un impuesto sobre la vivienda el 22 de octubre de 1798 estalló una insurrección en El Cairo. La sede de la insurrección estaba en la Universidad de al-Azhar. En esta ocasión, el general francés Dupuy, teniente-gobernador de El Cairo, fue asesinado. Las medidas prontas de Bonaparte, ayudados por la llegada a Alejandría del general Jean Baptiste Kléber, rápidamente suprimieron esta naciente revolución; pero la estabilización de la caballería francesa en la mezquita de Azhar resultó una gran y permanente ofensa.
Como consecuencia de este asunto, el consejo deliberante fue suprimido, pero el 25 de diciembre se emitió una proclamación fresca de reconstituir los dos divanes que habían sido creados por los turcos; el diván especial iba a consistir en 14 personas elegidas por sorteo de los 60 candidatos del gobierno, e iba a reunirse todos los días. El diván en general iba a consistir en funcionarios, para cumplir con las emergencias.
Como consecuencia de los despachos que alcanzaron a Bonaparte el 3 de enero de 1799, anunciando la intención de la Porte de invadir el país con el objeto de recuperarlo por la fuerza, Bonaparte resolvió hacer una expedición a Siria, y gobernadores fueron nombrados en El Cairo, Alejandría, y el Alto Egipto, para gobernar durante su ausencia.

#### Campaña de Siria
En un mes Napoleón se había hecho con el control del país: Kléber dominaba el delta del Nilo; Menou había tomado el puerto de Rosetta; Desaix perseguía a los mamelucos en el Alto Egipto; mientras que los sabios, remontando el río, exploraban Asuán, Tebas, Luxor y Karnak. Sin embargo, la situación se había complicado tras la derrota de Abukir. El imperio otomano pactó con los británicos y declaró la guerra a Napoleón. Por si fuera poco, el creciente rechazo egipcio desembocó en una sangrienta sublevación en El Cairo que costó la vida a 300 franceses. La revuelta terminó cuando Bonaparte apuntó sus cañones contra la mezquita de El-Azhar. Había vencido, pero los pillajes, las violaciones y las ejecuciones masivas sólo sirvieron para aumentar el odio contra los franceses y por extensión contra sus aliados, los cristianos coptos y ortodoxos de Egipto.
Napoleón se hallaba aislado. Al no disponer de su flota no podía recibir suministros de la metrópoli. No obstante su ejército estaba intacto y decidió seguir con sus planes de conquistar Palestina y Siria como paso previo en su camino hacia la India, donde tenía previsto llegar en la primavera de 1800. En febrero del año anterior, poco después de que Desaix redujera los últimos focos mamelucos en Asuán, Napoleón partió hacia Siria al frente de 13.000 hombres. Su primer objetivo era acabar cuanto antes con Djezzar Pacha —que estaba formando un ejército para reconquistar Egipto—, porque había recibido noticias de que los británicos pretendían desembarcar en su retaguardia a un contingente otomano. Pero no lo iba a tener fácil. Atravesar el desierto del Sinaí supuso una difícil prueba que mermó la fuerza de sus hombres. El Arish fue tomada, pero tras diez días de combate. Poco después, en Jaffa volvieron a retrasarse sus planes por la fuerte resistencia de la guarnición otomana. Cuando esta se rindió, los franceses comprobaron que era la misma que dejaron libre en El Arish bajo promesa de no volver a tomar las armas. Por si fuera poco, se desató una epidemia de cólera que empezó a causar estragos entre la tropa francesa.
Una vez tomada Jaffa sin resistencia, Napoleón, camino de Damasco, se dirigió a San Juan de Acre, viejo fortín de los cruzados. De nuevo los hombres de Djezzar Pacha ofrecieron resistencia. Napoleón sitió la ciudad. En una ocasión los franceses pudieron atravesar los muros y entrar en San Juan de Acre, pero las tropas de Djezzar repelieron el ataque. Los defensores contaban con el apoyo de la flota británica, que les suministraba víveres y munición. Uno de los hechos dramáticos del asedio fue que Djezzar Pacha, apodado el carnicero, mandó degollar a los cristianos de la ciudad como venganza.
Mientras combatía en San Juan de Acre, Napoleón desplegó distintas unidades por Palestina para hacerse con los puntos vitales de la región. Junot tomó Nazaret, pero tuvo que abandonarla para acudir en ayuda de Kléber, sitiado en el monte Tabor. Su apoyo iba a servir de poco, porque ambos contingentes sumaban 2.000 hombres frente a 25.000 árabes. Durante seis horas soportaron con valor sus ofensivas. Por suerte, cuando todo parecía perdido, irrumpió Napoleón con sus cañones y caballería y resolvió el peligro en media hora.
A continuación lanzó un nuevo ataque contra San Juan de Acre. Logró atravesar la primera línea de murallas, pero la segunda resultó infranqueable. En la acción estuvo a punto de morir el general Lannes. La falta de víveres y la desmoralización obligaron a Napoleón a levantar el cerco tras 62 días de asedio. El camino de vuelta a Egipto fue muy duro, por falta de agua y el continuo hostigamiento de las partidas árabes. Tuvo que abandonar a una treintena de sus hombres en estado terminal.

#### Derrota del ejército turco
Regreso de esta fatídica expedición a principios de junio. Murad Bey e Ibrahim Bey habían aprovechado esta oportunidad para reorganizar sus fuerzas e intentar un ataque conjunto sobre El Cairo, pero Bonaparte llegó a tiempo para derrotarlo. En la última semana de julio, infligió una aplastante derrota al ejército turco que había desmbarcado en Abukir, ayudados por la flota británica comandada por Sir Sidney Smith.
Poco después de su victoria Bonaparte salió de Egipto y nombró a Kléber para gobernar en su ausencia, el cual informó a los jeques de El Cairo que no iba a durar más de tres meses. Kléber consideró la condición de los invasores franceses como extremadamente peligrosa, y escribió para informar a la república francesa de los hechos. Una doble expedición fue enviada por la puerta poco después de la partida de Bonaparte para la recuperación de Egipto: una fuerza fue enviada por mar a Damietta, mientras que otra bajo Yousuf Pasha tomó la ruta terrestre desde Damasco por al-Arish. La primera fuerza tuvo cierto éxito, como consecuencia de que los turcos acordaron una convención el 24 de enero de 1800, en virtud de que los franceses iban a dejar Egipto. Las tropas turcas avanzaron a Bilbeis, donde fueron recibidos por los jeques de El Cairo; los mamelucos también regresaron a El Cairo desde sus escondrijos.
Antes de que se completaran los preparativos para la salida de los franceses, los pedidos llegaron a Smith por parte del gobierno británico que prohibía la realización de la convención a menos que los soldados franceses fueran tratados como prisioneros de guerra. Cuando estas órdenes se comunicaron a Kléber, canceló las órdenes previamente dadas a las tropas y procedió a poner al país en un estado de defensa. Su partida, con la mayor parte del ejército, para atacar a los turcos en Mataria llevó a disturbios en El Cairo. El partido nacional no fue capaz de ganar la posesión de la ciudadela, y Kléber, después de haber derrotado a los turcos, pronto fue capaz de regresar a la capital. El 14 de abril bombardeó Bulaq, y procedió a bombardear El Cairo, que fue tomada la noche siguiente. La solicitud pronto fue restaurada, y una multa de 12 millones de francos fue impuesta a los alborotadores. Murad Bey buscó una entrevista con Kléber, y logró obtener el gobierno del Alto Egipto de él. Murad Bey murió poco después y fue sucedido por Osman Bey al-Bardisi.

#### Asesinato de Kleber y abandono de Egipto
El 14 de junio, Kléber fue asesinado por Suleiman de Alepo, diciendo que fue incitado por un jenízaro de los refugiados de Jerusalén, que había traído cartas a los jeques de Al Azhar. A pesar de que no le dieron apoyo, tres de los jeques fueron ejecutados por los franceses como los accesorios antes de los hechos. El propio asesino fue torturado y empalado, a pesar de la promesa de un perdón si él nombraba a sus asociados. El mando del ejército luego eligió gobernador al general a JF (Barón de Menou), un hombre que había profesado el Islam, y que se esforzó para conciliar a la población musulmana con diversas medidas como la exclusión de todos los cristianos (con la excepción de un francés) del diván, en sustitución de los coptos que estaban al servicio del gobierno con los musulmanes, y el sometimiento de los residentes franceses a los impuestos. Sea cual sea la popularidad que podría haber sido adquirida por estas medidas fue contrarrestado por la declaración de un protectorado francés sobre Egipto, que iba a contar como una colonia francesa.
En las primeras semanas de marzo de 1801, el inglés al mando Sir Ralph Abercromby efectuó un aterrizaje en Abukir, y procedió a asediar Alejandría, donde fueron atacados por Menou; los franceses fueron rechazados, pero el comandante Inglés fue mortalmente herido en acción. El día 25, los frescos refuerzos turcos llegaron con la flota de Kapudan Pasha Hüseyin. Una fuerza de Ingleses y turcos combinada fue enviada a tomar Rashid. El 30 de mayo, el general A.D. Belliard, el comandante francés en El Cairo, fue asaltado por dos lados por las fuerzas británicas al mando del general John Hely Hutchinson y turcas bajo Yusuf Pasha; después de las negociaciones, Belliard acordó evacuar El Cairo y navegar con sus 13.734 tropas a Francia. El 30 de agosto, Menou se vio obligado a aceptar condiciones similares, y su fuerza de 10.000 hombres abandonó Alejandría para Europa en septiembre. Este fue el fin de la ocupación francesa de Egipto. El principal monumento permanente de la ocupación fue la Description de l'Égypte, compilado por los sabios franceses que acompañaron a la expedición.

### Egipto bajo Mehmet Alí

#### Toma del poder de Mehmet Alí
Tras la derrota francesa, quedó en Egipto un vacío de poder que aprovechó Mehmet. A principios de mayo de 1805 el pueblo de El Cairo se levantó en armas contra el valí otomano Hurshid Pasha, las calles de la ciudad se convirtieron en un campo de batalla y Hurshid quedó sitiado en la ciudadela. La noche del 12 al 13 de mayo Mehmet Alí fue elegido valí de Egipto por los ulemas (autoridades religiosas) de El Cairo y la situación se calmó. En julio su autoridad fue reconocida por el sultán Selim III. Mehmet sabía que los mamelucos recobrarían el control en cuanto se recuperaran de la derrota ante los franceses. Por ello, en los primeros años de su mandato se dedicó a afianzar y extender su poder por todo el país. En 1811, acabó definitivamente con sus opositores. Con la excusa de celebrar una fiesta de investidura de su hijo Tusun como General de los Ejércitos de Arabia, invitó a los príncipes mamelucos a su residencia. Entonces, ordenó a sus hombres que les tendieran una emboscada en una calleja de la ciudadela. Veinticuatro príncipes y sus cuatrocientos acompañantes fueron masacrados. En 1812, confiscó todas las tierras del Alto Egipto (sur del país) que pertenecían a los mamelucos.

#### Campañas contra los Saudíes (1811-1818)
En 1811 combatió la insurrección de los wahabíes, a petición del Imperio otomano, lo que le permitió extender su autoridad sobre el Hiyaz. Al partir a la guerra dejó a su hijo Ibrahim Bajá en el gobierno. En 1815, mientras combatía a las tribus rebeldes, recibió informes sobre la huida de Napoleón de la isla de Elba y sobre una posible invasión otomana de Egipto. Esta difícil situación internacional podría hacerle perder el gobierno del país, por ello partió en cuanto pudo hacia El Cairo. El 18 de junio (día de la batalla de Waterloo) llegó a la capital. La campaña pasó entonces a ser dirigida por su hijo Tusun. En 1816, Ibrahim sustituyó a su hermano (muerto en combate) y en 1818 acabó definitivamente con la insurrección.
Esta campaña significó el control egipcio de las Ciudades Santas de La Meca y Medina y de la costa oriental del Mar Rojo. Con ello Mehmet Alí se convirtió en salvaguarda del Peregrinaje y consiguió zonas estratégicas para controlar las rutas comerciales de Arabia. El ejército que luchó en Hiyaz estaba compuesto principalmente por las tropas albanesas con las que Mehmet llegó a Egipto. A su regreso causaron una serie de incidentes violentos que obligaron al valí a reformar el Ejército.

#### Las reformas (1808-1823)
Durante la ausencia de Mehmet Ali en Arabia su representante en El Cairo había completado la confiscación, iniciada en 1808, de casi todas las tierras pertenecientes a los particulares, que se vieron obligados a aceptar las pensiones una vez inadecuadas. Por este método revolucionario de la nacionalización de tierras Mehmet Ali se convirtió en propietario de casi toda la tierra de Egipto. El pachá también intentó reorganizar sus tropas al estilo europeo, pero esto condujo a un motín formidable en El Cairo. La revuelta se redujo en regalos a los jefes de los insurgentes, y Mehmet Ali ordenó que los enfermos por los disturbios debían recibir una indemnización de la tesorería. El proyecto del Nizam Gedid (nuevo sistema) fue, como consecuencia de este motín, abandonado por un tiempo.
Mientras que Ibrahim estaba ocupado en la segunda campaña de Arabia el bajá volvió su atención al fortalecimiento de la economía egipcia. Él creó monopolios estatales sobre los principales productos del país. Estableció una serie de fábricas y comenzó a excavar en 1819 un nuevo canal en Alejandría, llamado el Mahmudiya (después de que el sultán reinante de Turquía lo autorizara). El canal viejo había caído mucho en decadencia, y la necesidad de un canal seguro entre Alejandría y el Nilo fue muy necesaria. La conclusión en 1838 de un tratado comercial con Turquía, negociado por Sir Henry Bulwer (Señor de Darling), resultó un golpe mortal al sistema de monopolios, aunque la aplicación del tratado a Egipto fue retrasado por algunos años.
Otro hecho notable en el progreso económico del país fue el desarrollo del cultivo de algodón en el Delta de 1822 y en adelante. El algodón cultivado previamente había sido traído de Sudán por Maho Bey. Con la organización de la nueva industria, dentro de unos años Mehmet Ali fue capaz de extraer ingresos considerables.
Se hicieron esfuerzos para promover la educación y el estudio de la medicina. Para los comerciantes europeos, de quien dependía para la venta de sus exportaciones, Mehmet Ali mostró mucho favor, y bajo su influencia el puerto de Alejandría volvió a aumentar en importancia. También estaba bajo el estímulo de Mehmet Ali que el tránsito terrestre de mercancías de Europa a la India se reanudara a través de Egipto.
El Sultán Mahmut II también estaba planeando reformas tomadas de Occidente, y Mehmet Ali, que había tenido muchas oportunidades de observar la superioridad de los métodos europeos en la guerra, estaba decidido a anticipar al sultán en la creación de una flota y un ejército al estilo europeo. Antes del estallido de la Guerra de independencia de Grecia en 1821, ya había gastado mucho tiempo y energía en la organización de una flota y en la formación, bajo la supervisión de instructores franceses, funcionarios nativos y artífices. Por 1823, él había tenido éxito en llevar a cabo la reorganización de su ejército en las líneas europeas, los elementos turcos y albaneses turbulentos estaban siendo reemplazados por sudanéses y labriegos. La eficacia de la nueva fuerza se demostró en la represión de una revuelta en 1823 de los albaneses en El Cairo por seis regimientos sudaneses disciplinados; después de lo cual Mehmet Ali no tendría más problemas con motines militares.

#### La invasión de Sudán (1820-1822)
Desde 1820 a 1822, otro de sus hijos, Ismail Kamil, dirigió una campaña de conquista del Sudán, una tierra rica en recursos, como el oro y los esclavos. En febrero de 1820 conquistó el oasis de Siwa (actualmente en Egipto), una zona de vital importancia para controlar las rutas de las caravanas de mercaderes. En julio, la Nubia sudanesa (actual provincia Norte) cayó sin dificultad en manos egipcias. Así el Reino de Sennar desapareció y Badi VII fue obligado a renunciar a la corona. A continuación, Muhammed Bey, un defterdar, fue enviado por Mehmet al mando de 4.500 hombres y ocho cañones para conquistar Kordofán. La resistencia fue feroz, pero la campaña tuvo éxito gracias a la supremacía del ejército egipcio y a las armas de fuego.
En octubre de 1822, Ismail murió en combate. Poco después, todo Sudán se encontraba ya en manos egipcias. En 1823 Mehmet fundó la ciudad de Jartum, donde en 1830 establecería a un gobernador egipcio. Pretendía usar Sudán como puente para nuevas expediciones hacia Etiopía o la fuente del Nilo, aunque al final quedó en proyecto. Durante esta campaña se unieron al ejército egipcio algunos campesinos procedentes de los reclutamientos forzosos para sustituir a los soldados albaneses que no conseguían adaptarse a las condiciones climáticas de la zona, llegando entonces a haber entre 8.500 y 9.500 hombres luchando en Sudán. Estas dos primeras campañas militares tenían unos intereses económico-comerciales claros: el control de las rutas comerciales, la obtención de materias primas y la apertura de nuevos mercados para los productos egipcios.

#### La expansión en Somalia (1821)
Aunque nominalmente parte del Imperio otomano desde 1554, entre 1821 a 1841, Mehmet Alí, bajá de Egipto, llegó a controlar el Yemen y la sahil, con Zeila incluido. Después de que los egipcios se retiraran de la costa de Yemen en 1841, Haj Ali Shermerki, un comerciante somalí exitoso y ambicioso, compró los derechos ejecutivos de ellos sobre Zeila. La Gubernatura de Shermerki tuvo un efecto inmediato en la ciudad, mientras maniobraba para monopolizar gran parte del comercio regional como sea posible, con la vista puesta en Harar y el Ogaden (la actual región somalí de Etiopía ). En 1845, Shermerki desplegó unos pocos hombres de mecha para arrebatar el control de la vecina Berbera desde entonces enemistadas con las autoridades somalíes de esa ciudad. Esto alarmó al Emir de Harar, que, habiendo estado en desacuerdo con Shermerki sobre asuntos fiscales, estaba preocupado por las consecuencias que estos movimientos podrían tener en última instancia, sobre el comercio de su propia ciudad. El Emir consiguiente instó a los líderes de Berbera a reconciliarse y montar una resistencia contra las tropas de Shermerki. Shermerki fue sucedido después como Gobernador de Zeila por Abu Bakr Pasha, un hombre de estado local de Afar. 
Entre 1874-1875, los egipcios obtuvieron una firma de los otomanos por la que aseguraban las reclamaciones sobre la ciudad. Al mismo tiempo, los egipcios recibieron reconocimiento británico de su jurisdicción nominal hasta el este de Cabo Guardafui. En realidad, sin embargo, Egipto tenía poca autoridad sobre el interior y su período de gobierno, en la costa fue breve, sólo una duración de pocos años (1870-1884). Cuando la guarnición egipcia en Harar fue evacuada en 1885, Zeila se vio envuelta en la competencia entre la sede en Tadjoura , los franceses y los ingleses por el control del estratégico Golfo de Adén. IM Lewis menciona que "a finales de 1885 Gran Bretaña se preparaba para resistir un desembarco francés esperado en Zeila." Sin embargo, las dos potencias decidieron en lugar de eso recurrir a las negociaciones.

#### Revuelta de Ahmed (1824)
En 1824 una rebelión nativa estalló en el Alto Egipto encabezada por Ahmed, un habitante de al-Salimiyyah, un pueblo situado a pocos kilómetros por encima de Tebas. Se proclamó un profeta, y pronto fue seguido por entre 20.000 y 30.000 insurgentes, en su mayoría campesinos, pero algunos de ellos desertores del Nizam Gedid, porque la fuerza estaba todavía en un estado de semi-organización. La insurrección fue aplastada por Mehmet Ali, y alrededor de una cuarta parte de los seguidores de Ahmed murieron, pero él mismo se escapó. Los años siguientes vieron una imposición del orden a través de nuevas fuerzas altamente entrenadas y disciplinadas de Egipto y que Ali extendió por todo el país.

#### Campaña griega (1824-1828)
En 1824, el sultán otomano, Mahmut II, solicitó de nuevo su ayuda, esta vez para combatir a los rebeldes griegos, con la promesa de hacerle valí de la Morea (actual Peloponeso). Su hijo Ibrahim dirigió nuevamente las tropas, compuestas por 17.000 hombres. También envió la Flota de Guerra Egipcia. Ésta estaba constituida principalmente por buques que Mehmet había encargado en astilleros de Marsella, Tolón, Venecia, Trieste o Livorno. El número total de barcos era de sesenta.
A mediados de mayo de 1824 comenzó la invasión de Creta. A continuación las tropas desembarcaron en Morea. Ante el avance egipcio, los griegos huyeron a las montañas, donde comenzaron una guerra de guerrillas contra el invasor. El 15 de abril de 1825 el ejército turco-egipcio comenzó el sitio de Missolonghi, que se rindió tras un largo asedio el 24 de abril de 1826. El 20 de octubre de 1827, la flota egipcia, combinada con la turca, sufrió una gran derrota en Navarino frente a la coalición formada por Reino Unido, Francia y Rusia, que luchaban a favor de los griegos para proteger sus intereses en el Mediterráneo. Las potencias europeas obligaron entonces al Imperio otomano a reconocer la independencia griega. En 1828 los últimos soldados egipcios abandonaron Grecia.

#### Guerra contra el Sultán (1831-1841)

##### Primera crisis oriental
En 1831, Abdallah, valí de Acre, aceptó que 6.000 campesinos, que huían del reclutamiento forzoso, se refugiaran en su territorio. Así, con la excusa de capturar a los desertores, Mehmet Alí entró en conflicto con el sultán al sobrepasar la frontera de Siria. El inicio de esta nueva campaña coincide con las necesidades de madera y otras materias primas para la construcción de barcos. Mehmet envió sus tropas mandadas nuevamente por su hijo Ibrahim. El ejército egipcio cruzó la frontera con Siria y puso sitio a Acre el 3 de noviembre. La ciudad cayó el 27 de mayo de 1832. El ejército victorioso siguió su marcha hacia Anatolia. El 21 de diciembre en Konya el ejército otomano fue derrotado. Tras esta batalla, Ibrahim tenía el camino libre hasta la capital, Constantinopla. Ante la amenaza del avance, los turcos aceptaron la ayuda que les ofrecía Rusia para mediar en el conflicto. Así se firmó el Tratado de Unkiar Skelessi en Kütahya en 1833. Las condiciones de paz eran: retirada de las tropas egipcias de Anatolia, Egipto se anexionaría Acre, Damasco, Alepo y Adana y recibiría Candía (Creta) y el Hiyaz como compensación de guerra e Ibrahim Bajá se convertía en gobernador (valí) de Siria.
Al acceder al gobierno en Siria, Ibrahim comenzó una serie de reformas para modernizar la provincia con la instalación en Acre del gobierno militar egipcio y la proclamación de la igualdad de culto y de religión. En 1835 el prelado apostólico de Siria declara: «Lejos de tener quejas del trato que reciben los cristianos, debemos felicitarnos por la tolerancia que se les brinda» y «El generalísimo egipcio confía a los cristianos los puestos más importantes. Se les autoriza a montar a caballo, a llevar turbante blanco, privilegio exclusivo de los musulmanes»
Se autoriza a los cristianos a realizar negocios comerciales en las mismas condiciones que los musulmanes y se reforma la agricultura (Funda el Crédito Agrícola, fomenta el cultivo del tabaco, multiplica la plantación de la morera y se plantan 260.000 cepas de vid importadas de Burdeos). La industria siria, sobre todo la del algodón, vive también un gran florecimiento compitiendo con el algodón indio. También mejora el puerto de Sidón. El comercio inglés y francés no es molestado, pero se advierte a sus cónsules que estos deben adaptarse a las leyes del país. Esta paz era humillante para los turcos, ya que perdían una gran cantidad de terreno a manos de quien fuera su vasallo.

##### Segunda crisis oriental
En 1838 Mehmet Alí anunció su deseo de conseguir la independencia del Imperio otomano y convertir a Egipto en un reino hereditario. Este anuncio provocó una segunda crisis en las tensas relaciones entre el sultán y su vasallo. La situación pareció calmarse, pero ese mismo año, el gobierno otomano y el británico firmaron el Tratado de Balta Liman, que obligaba a abolir los monopolios en todas las provincias del Imperio, Egipto incluido, e imponía nuevas tarifas aduaneras altísimas. Estas medidas, especialmente la segunda, afectarían mucho a la economía egipcia y vaciarían sus arcas. Egipto se negó a aceptar el tratado, lo cual provocó una nueva guerra turco-egipcia.
El ejército otomano fue derrotado en Nísibis, cerca de Urfa, el 24 de junio de 1839. De nuevo quedaba libre el camino hasta Constantinopla, pero esta vez, Mehmet prohibió a su hijo Ibrahim continuar la marcha. Ante esta situación, Gran Bretaña, Rusia, Austria y Prusia, que veían temerosas el aumento del poder egipcio, apoyaron la causa otomana. Sólo Francia apoyaba a Egipto. Las potencias aliadas exigían que Mehmet se retirara de la región interior de Siria y del actual Líbano, a cambio de conservar Acre y el derecho a transmitir el trono a sus descendientes, bajo amenaza de intervenir. Mehmet no aceptó las condiciones y prosiguió la lucha. La reacción de las potencias aliadas no se hizo esperar: Naves británicas y austriacas bloquearon la salida del Nilo al Mediterráneo, los británicos cortaron las vías de comunicación de Egipto con Siria y dejaron al agotado ejército egipcio sin refuerzos, el 11 de septiembre de 1840 Beirut es bombardeada y el 3 de noviembre Acre capitula. Ante tales acontecimientos, Francia rompió su alianza con Egipto. La guerra estaba perdida. El 27 del mismo mes, Mehmet aceptó las condiciones que le habían impuesto, renunciando además a Creta y al Hiyaz. Además, a partir de entonces Egipto se quedaba sin Armada y el ejército no podría superar los 18.000 efectivos. En lo único que salía ganando Mehmet era en que podría transmitir sus derechos sobre Egipto a sus descendientes, quienes gobernarían Egipto hasta el derrocamiento del rey Fuad II en 1953.

#### Fin del reinado de Mehmet Alí
Entre 1844-1845 hubo alguna mejora en la condición del país como resultado de las reformas financieras ejecutadas por el bajá. Mehmet Ali, que se había concedido el rango honorario de gran visir en 1842, realizó una visita a Estambul en 1846, donde se reconcilió con su viejo enemigo Khosrev Pasha, a quien no había visto desde que le perdonó la vida en El Cairo en 1803. En 1847 Mehmet Ali puso la primera piedra del gran puente sobre el Nilo en el comienzo del Delta. Hacia el final de 1847, la mente previamente aguda del bajá empezó a ceder por la edad, y para el siguiente junio ya no era capaz de administrar el gobierno. En septiembre de 1848, Ibrahim fue reconocido por la Puerta como gobernante del pashalik, pero murió en noviembre.

#### Los sucesores de Mehmet Alí
A la muerte de Ibrahim en noviembre de 1848, el gobierno de Egipto recayó en su sobrino Abbas I, hijo de Tusun Pasha. Abbas puso fin al sistema de monopolios comerciales, e inició la construcción del ferrocarril de Alejandría a El Cairo a instancias del gobierno británico. En oposición a las costumbres europeas, Abbas vivió en gran aislamiento. Después de un reinado de menos de seis años fue asesinado en julio de 1854 por dos de sus esclavos.
Fue sucedido por su tío Said Pasha, el hijo predilecto de Mehmet Ali. Tenía un verdadero respeto por el bienestar de los labriegos, y una ley de tierras de 1858 aseguro para ellos un reconocimiento de la plena propiedad como contra la corona.
El pachá estaba bajo la influencia francesa, por ello en 1854 fue inducido a otorgar al ingeniero francés Ferdinand de Lesseps una concesión para la construcción del Canal de Suez. En enero de 1863 Said Pasha murió y fue sucedido por su sobrino Ismail, hijo de Ibrahim Pasha.
El reinado de Ismail, 1863-1879, fue por un tiempo aclamado como una nueva era en el Egipto moderno. Intentó vastos esquemas de reforma, pero éstas junto con su extravagancia personal llevaron a la quiebra, y la última parte de su reinado es históricamente importante, simplemente por el inicio de la intervención europea y la ocupación de Egipto.
En 1867 el sultán concedió a Ismail el título de Jedive en lugar del de vali, marcando el final de Egipto como una provincia otomana.
Ismail gobernó el Quedivato de Egipto hasta su deposición en 1879. Su gobierno está estrechamente relacionado con la construcción del Canal de Suez. En su ascensión, se negó a ratificar las concesiones a la empresa del Canal hecha por Said, y la cuestión se remitió en 1864 al arbitraje de Napoleón III, quien concedió £ 3,8 millones a la empresa como compensación por sus pérdidas. Cuando el canal abrió finalmente, Ismail celebró un festival de alcance sin precedentes e invitó a dignatarios de todo el mundo.
Estos desarrollos, junto con la costosa guerra contra Yohannes IV de Etiopía, dejaron Egipto en gran deuda con las potencias europeas. Una deuda nacional de más de cien millones de libras esterlinas (a diferencia de los tres millones cuando se convirtió en virrey) fue tomada por el jedive, cuya idea fundamental de liquidar sus préstamos fue en pedir prestado un mayor interés. Cuando no pudo obtener más préstamos, vendió sus acciones del Canal de Suez (en 1875) al Gobierno británico por solo £ 3.976.582; esto fue seguido inmediatamente por el inicio de la intervención extranjera. En diciembre de 1875, Stephen Cueva fue enviado por el gobierno británico para investigar las finanzas de Egipto, y en abril de 1876 se publicó su informe, aconsejando que en vista de los residuos y la extravagancia era necesario que las potencias extranjeras interfieran con el fin de restaurar el crédito. El resultado fue la creación de la Caja de la Deuda.
Este control del país era inaceptable para muchos egipcios, que se unieron detrás de un desafecto coronel Ahmed Orabi. La revuelta de Urabi consumió Egipto. Con gran parte del país en manos de Urabi, los gobiernos británico y francés presionaron al sultán otomano Abdulhamid II para deponer a Ismail Pasha, y esto se hizo el 26 de junio de 1879. El más flexible Tewfik Pasha, hijo de Ismail, se convirtió en su sucesor. Una gran demostración militar en septiembre de 1881 obligó al Jedive Tewfiq a despedir a su primer ministro. En abril de 1882 Francia y Gran Bretaña enviaron buques de guerra a Alejandría para reforzar al Jedive en medio de un clima turbulento. Tewfik se trasladó a Alejandría por temor a su propia seguridad, los oficiales del ejército dirigido por Ahmed Orabi comenzaron a tomar el control del gobierno. Para junio Egipto estaba en manos de los nacionalistas que se oponían a la dominación europea del país. Un bombardeo naval británico a Alejandría tuvo poco efecto sobre la oposición que llevó al desembarco de una fuerza expedicionaria británica en ambos extremos del Canal de Suez en agosto de 1882. Los británicos lograron derrotar al ejército egipcio en Tel El Kebir en septiembre y tomaron el control del país poniendo a Tewfik de vuelta en el control. El Quedivato de Egipto permaneció bajo ocupación militar británica hasta el establecimiento del protectorado británico de Egipto en 1914.